# Gran Premio motociclistico della Comunità Valenciana 2013
Il Gran Premio motociclistico della Comunità Valenciana 2013 è stato il diciottesimo e ultimo Gran Premio della stagione 2013. Le gare si sono disputate il 10 novembre 2013 presso il circuito Ricardo Tormo. Nelle tre classi i vincitori sono stati: Jorge Lorenzo in MotoGP, Nicolás Terol in Moto2 e Maverick Viñales in Moto3.
Restavano ancora da assegnare i titoli iridati piloti per la MotoGP e la Moto3: con i risultati acquisiti i nuovi campioni mondiali sono stati Marc Márquez per la classe regina e Maverick Viñales per la classe di minor cilindrata.

## MotoGP

### Arrivati al traguardo
| Pos. | Nº | Pilota           | Squadra                   | Motocicletta       | Giri | Tempo     | Griglia | Punti |
| ---- | -- | ---------------- | ------------------------- | ------------------ | ---- | --------- | ------- | ----- |
| 1º   | 99 | Jorge Lorenzo    | Yamaha Factory Racing     | Yamaha YZR-M1      | 30   | 46'10.302 | 2º      | 25    |
| 2º   | 26 | Dani Pedrosa     | Repsol Honda              | Honda RC213V       | 30   | +3.934    | 3º      | 20    |
| 3º   | 93 | Marc Márquez     | Repsol Honda              | Honda RC213V       | 30   | +7.357    | 1º      | 16    |
| 4º   | 46 | Valentino Rossi  | Yamaha Factory Racing     | Yamaha YZR-M1      | 30   | +10.579   | 4º      | 13    |
| 5º   | 19 | Álvaro Bautista  | GO&FUN Honda Gresini      | Honda RC213V       | 30   | +14.965   | 7º      | 11    |
| 6º   | 6  | Stefan Bradl     | LCR Honda                 | Honda RC213V       | 30   | +24.399   | 8º      | 10    |
| 7º   | 38 | Bradley Smith    | Monster Yamaha Tech 3     | Yamaha YZR-M1      | 30   | +29.043   | 6º      | 9     |
| 8º   | 69 | Nicky Hayden     | Ducati Team               | Ducati Desmosedici | 30   | +39.893   | 8º      | 8     |
| 9º   | 4  | Andrea Dovizioso | Ducati Team               | Ducati Desmosedici | 30   | +53.196   | 9º      | 7     |
| 10º  | 51 | Michele Pirro    | Ducati Test Team          | Ducati Desmosedici | 30   | +1'02.983 | 17º     | 6     |
| 11º  | 41 | Aleix Espargaró  | Power Electronics Aspar   | ART GP13           | 30   | +1'04.197 | 14º     | 5     |
| 12º  | 8  | Héctor Barberá   | Avintia Blusens           | FTR MGP13          | 30   | +1'06.826 | 13º     | 4     |
| 13º  | 71 | Claudio Corti    | NGM Mobile Forward Racing | FTR MGP13 Kawasaki | 30   | +1'11.481 | 15º     | 3     |
| 14º  | 9  | Danilo Petrucci  | Came IodaRacing Project   | Ioda-Suter MMX1    | 30   | +1'13.643 | 12º     | 2     |
| 15º  | 5  | Colin Edwards    | NGM Mobile Forward Racing | FTR MGP13 Kawasaki | 30   | +1'24.249 | 18º     | 1     |
| 16º  | 7  | Hiroshi Aoyama   | Avintia Blusens           | FTR MGP13          | 30   | +1'33.010 | 19º     |       |
| 17º  | 70 | Michael Laverty  | Paul Bird Motorsport      | ART GP13           | 29   | +1 giro   | 21º     |       |
| 18º  | 23 | Luca Scassa      | Cardion AB Motoracing     | ART GP13           | 29   | +1 giro   | 22º     |       |
| 19º  | 67 | Bryan Staring    | GO&FUN Honda Gresini      | FTR MGP13 Honda    | 29   | +1 giro   | 23º     |       |
| 20º  | 45 | Martin Bauer     | Remus Racing              | S&B Suter          | 29   | +1 giro   | 26º     |       |

### Ritirati
| Nº | Pilota          | Squadra                   | Motocicletta       | Giri | Griglia |
| -- | --------------- | ------------------------- | ------------------ | ---- | ------- |
| 29 | Andrea Iannone  | Energy T.I. Pramac Racing | Ducati Desmosedici | 26   | 11º     |
| 14 | Randy de Puniet | Power Electronics Aspar   | ART GP13           | 23   | 20º     |
| 35 | Cal Crutchlow   | Monster Yamaha Tech 3     | Yamaha YZR-M1      | 9    | 5º      |
| 68 | Yonny Hernández | Ignite Pramac Racing      | Ducati Desmosedici | 8    | 16º     |
| 52 | Lukáš Pešek     | Came IodaRacing Project   | Ioda-Suter MMX1    | 3    | 25º     |
| 50 | Damian Cudlin   | Paul Bird Motorsport      | PBM 01             | 3    | 24º     |

## Moto2

### Arrivati al traguardo
| Pos. | Nº | Pilota             | Squadra                      | Motocicletta       | Giri | Tempo     | Griglia | Punti |
| ---- | -- | ------------------ | ---------------------------- | ------------------ | ---- | --------- | ------- | ----- |
| 1º   | 18 | Nicolás Terol      | Aspar Team                   | Suter MMX2         | 27   | 43'24.972 | 6º      | 25    |
| 2º   | 81 | Jordi Torres       | Aspar Team                   | Suter MMX2         | 27   | +4.047    | 3º      | 20    |
| 3º   | 5  | Johann Zarco       | Came Iodaracing Project      | Suter MMX2         | 27   | +5.993    | 8º      | 16    |
| 4º   | 3  | Simone Corsi       | NGM Mobile Racing            | Speed Up SF13      | 27   | +5.994    | 2º      | 13    |
| 5º   | 80 | Esteve Rabat       | Tuenti HP 40                 | Kalex Moto2        | 27   | +8.316    | 4º      | 11    |
| 6º   | 15 | Alex De Angelis    | NGM Mobile Forward Racing    | Speed Up SF13      | 27   | +10.596   | 7º      | 10    |
| 7º   | 12 | Thomas Lüthi       | Interwetten Paddock          | Suter MMX2         | 27   | +11.219   | 5º      | 9     |
| 8º   | 95 | Anthony West       | QMMF Racing                  | Speed Up SF13      | 27   | +12.334   | 21º     | 8     |
| 9º   | 54 | Mattia Pasini      | NGM Mobile Racing            | Speed Up SF13      | 27   | +13.383   | 16º     | 7     |
| 10º  | 77 | Dominique Aegerter | Technomag carXpert           | Suter MMX2         | 27   | +14.609   | 11º     | 6     |
| 11º  | 60 | Julián Simón       | Italtrans Racing             | Kalex Moto2        | 27   | +14.805   | 15º     | 5     |
| 12º  | 19 | Xavier Siméon      | Maptaq SAG Zelos             | Kalex Moto2        | 27   | +18.168   | 9º      | 4     |
| 13º  | 30 | Takaaki Nakagami   | Italtrans Racing             | Kalex Moto2        | 27   | +18.792   | 10º     | 3     |
| 14º  | 36 | Mika Kallio        | Marc VDS Racing              | Kalex Moto2        | 27   | +23.555   | 12º     | 2     |
| 15º  | 45 | Scott Redding      | Marc VDS Racing              | Kalex Moto2        | 27   | +27.479   | 17º     | 1     |
| 16º  | 11 | Sandro Cortese     | Dynavolt Intact GP           | Kalex Moto2        | 27   | +35.021   | 14º     |       |
| 17º  | 94 | Franco Morbidelli  | Thai Honda PTT Gresini       | Suter MMX2         | 27   | +35.314   | 23º     |       |
| 18º  | 23 | Marcel Schrötter   | Maptaq SAG Zelos             | Kalex Moto2        | 27   | +35.323   | 19º     |       |
| 19º  | 8  | Gino Rea           | Gino Rea Montaze Broz Racing | FTR M213           | 27   | +35.405   | 13º     |       |
| 20º  | 49 | Axel Pons          | Tuenti HP 40                 | Kalex Moto2        | 27   | +35.420   | 25º     |       |
| 21º  | 4  | Randy Krummenacher | Technomag carXpert           | Suter MMX2         | 27   | +36.372   | 20º     |       |
| 22º  | 88 | Ricard Cardús      | NGM Mobile Forward Racing    | Speed Up SF13      | 27   | +41.540   | 18º     |       |
| 23º  | 96 | Louis Rossi        | Tech 3                       | Tech 3 Mistral 610 | 27   | +43.455   | 22º     |       |
| 24º  | 99 | Lucas Mahias       | Tech 3                       | Tech 3 Mistral 610 | 27   | +50.510   | 26º     |       |
| 25º  | 25 | Azlan Shah         | Idemitsu Honda Team Asia     | Moriwaki MD600     | 27   | +1'04.591 | 28º     |       |
| 26º  | 44 | Steven Odendaal    | Argiñano & Gines Racing      | Speed Up SF13      | 27   | +1'04.667 | 30º     |       |
| 27º  | 7  | Doni Tata Pradita  | Federal Oil Gresini          | Suter MMX2         | 27   | +1'05.070 | 32º     |       |
| 28º  | 17 | Alberto Moncayo    | Argiñano & Gines Racing      | Speed Up SF13      | 27   | +1'24.368 | 31º     |       |
| 29º  | 40 | Pol Espargaró      | Tuenti HP 40                 | Kalex Moto2        | 27   | +1'33.265 | 1º      |       |
| 30º  | 34 | Ezequiel Iturrioz  | Blusens Avintia              | Kalex Moto2        | 26   | +1 giro   | 33º     |       |

### Ritirati
| Nº | Pilota              | Squadra                    | Motocicletta  | Giri | Griglia |
| -- | ------------------- | -------------------------- | ------------- | ---- | ------- |
| 31 | Kohta Nozane        | JiR Moto2                  | TSR 6         | 14   | 27º     |
| 97 | Rafid Topan Sucipto | QMMF Racing                | Speed Up SF13 | 6    | 29º     |
| 55 | Hafizh Syahrin      | Petronas Raceline Malaysia | Kalex Moto2   | 5    | 24º     |

### Non partito
| Nº | Pilota            | Squadra         | Motocicletta |
| -- | ----------------- | --------------- | ------------ |
| 92 | Álex Mariñelarena | Blusens Avintia | Kalex Moto2  |

## Moto3

### Arrivati al traguardo
| Pos. | Nº | Pilota              | Squadra               | Motocicletta   | Giri | Tempo     | Griglia | Punti |
| ---- | -- | ------------------- | --------------------- | -------------- | ---- | --------- | ------- | ----- |
| 1º   | 25 | Maverick Viñales    | Team Calvo            | KTM RC 250 GP  | 24   | 40'12.463 | 3º      | 25    |
| 2º   | 94 | Jonas Folger        | Mapfre Aspar          | Kalex KTM      | 24   | +0.186    | 4º      | 20    |
| 3º   | 42 | Álex Rins           | Estrella Galicia 0,0  | KTM RC 250 GP  | 24   | +0.187    | 1º      | 16    |
| 4º   | 12 | Álex Márquez        | Estrella Galicia 0,0  | KTM RC 250 GP  | 24   | +13.666   | 7º      | 13    |
| 5º   | 7  | Efrén Vázquez       | Mahindra Racing       | Mahindra MGP3O | 24   | +13.708   | 10º     | 11    |
| 6º   | 10 | Alexis Masbou       | Ongetta-Rivacold      | FTR M313       | 24   | +28.587   | 8º      | 10    |
| 7º   | 32 | Isaac Viñales       | Ongetta-Centro Seta   | FTR M313       | 24   | +28.776   | 19º     | 9     |
| 8ª   | 22 | Ana Carrasco        | Team Calvo            | KTM RC 250 GP  | 24   | +28.794   | 13ª     | 8     |
| 9º   | 65 | Philipp Öttl        | Interwetten Paddock   | Kalex KTM      | 24   | +28.953   | 14º     | 7     |
| 10º  | 44 | Miguel Oliveira     | Mahindra Racing       | Mahindra MGP3O | 24   | +29.185   | 17º     | 6     |
| 11º  | 5  | Romano Fenati       | San Carlo Team Italia | FTR M313       | 24   | +29.347   | 11º     | 5     |
| 12º  | 41 | Brad Binder         | Ambrogio Racing       | Mahindra MGP3O | 24   | +29.507   | 12º     | 4     |
| 13º  | 63 | Zulfahmi Khairuddin | Red Bull KTM Ajo      | KTM RC 250 GP  | 24   | +30.666   | 9º      | 3     |
| 14º  | 39 | Luis Salom          | Red Bull KTM Ajo      | KTM RC 250 GP  | 24   | +34.153   | 2º      | 2     |
| 15º  | 3  | Matteo Ferrari      | Ongetta-Centro Seta   | FTR M313       | 24   | +37.518   | 22º     | 1     |
| 16º  | 84 | Jakub Kornfeil      | Redox RW Racing GP    | Kalex KTM      | 24   | +38.056   | 20º     |       |
| 17º  | 57 | Eric Granado        | Mapfre Aspar          | Kalex KTM      | 24   | +38.487   | 24º     |       |
| 18º  | 61 | Arthur Sissis       | Red Bull KTM Ajo      | KTM RC 250 GP  | 24   | +42.363   | 23º     |       |
| 19º  | 29 | Hyuga Watanabe      | La Fonte Tascaracing  | FTR M313       | 24   | +42.619   | 28º     |       |
| 20º  | 77 | Lorenzo Baldassarri | GO&FUN Gresini        | FTR M313       | 24   | +43.890   | 21º     |       |
| 21º  | 53 | Jasper Iwema        | RW Racing GP          | Kalex KTM      | 24   | +44.620   | 18º     |       |
| 22º  | 49 | Jorge Navarro       | Cuna de Campeones     | MIR Honda      | 24   | +58.149   | 30º     |       |
| 23º  | 58 | Juanfran Guevara    | CIP Moto3             | TSR3C          | 24   | +1'12.585 | 26º     |       |
| 24º  | 9  | Toni Finsterbusch   | Kiefer Racing         | Kalex KTM      | 24   | +1'13.367 | 31º     |       |
| 25º  | 80 | Hafiq Azmi          | La Fonte Tascaracing  | FTR M313       | 24   | +1'13.461 | 32º     |       |
| 26º  | 66 | Florian Alt         | Kiefer Racing         | Kalex KTM      | 24   | +1'15.260 | 33º     |       |
| 27º  | 23 | Niccolò Antonelli   | GO&FUN Gresini        | FTR M313       | 23   | +1 giro   | 6º      |       |

### Ritirati
| Nº | Pilota            | Squadra                  | Motocicletta   | Giri | Griglia |
| -- | ----------------- | ------------------------ | -------------- | ---- | ------- |
| 8  | Jack Miller       | Caretta Technology - RTG | FTR M313       | 18   | 5º      |
| 4  | Francesco Bagnaia | San Carlo Team Italia    | FTR M313       | 13   | 27º     |
| 11 | Livio Loi         | Marc VDS Racing          | Kalex KTM      | 12   | 25º     |
| 31 | Niklas Ajo        | Avant Tecno              | KTM RC 250 GP  | 11   | 15º     |
| 21 | Luca Amato        | Ambrogio Racing          | Mahindra MGP3O | 11   | 29º     |
| 17 | John McPhee       | Caretta Technology - RTG | FTR M313       | 8    | 16º     |

### Non partito
| Nº | Pilota      | Squadra   | Motocicletta |
| -- | ----------- | --------- | ------------ |
| 89 | Alan Techer | CIP Moto3 | TSR3C        |